# Deutsche Gesellschaft für Schiffahrts- und Marinegeschichte
Die Deutsche Gesellschaft für Schiffahrts- und Marinegeschichte e. V. (DGSM) ist ein gemeinnütziger deutscher Verein, der sich mit der Geschichte der Seefahrt befasst. Er ist Forum und Netzwerk für schifffahrts- und marinehistorisch beschäftigte und interessierte Personen, Organisationen und Einrichtungen in Deutschland und im Ausland.

## Geschichte

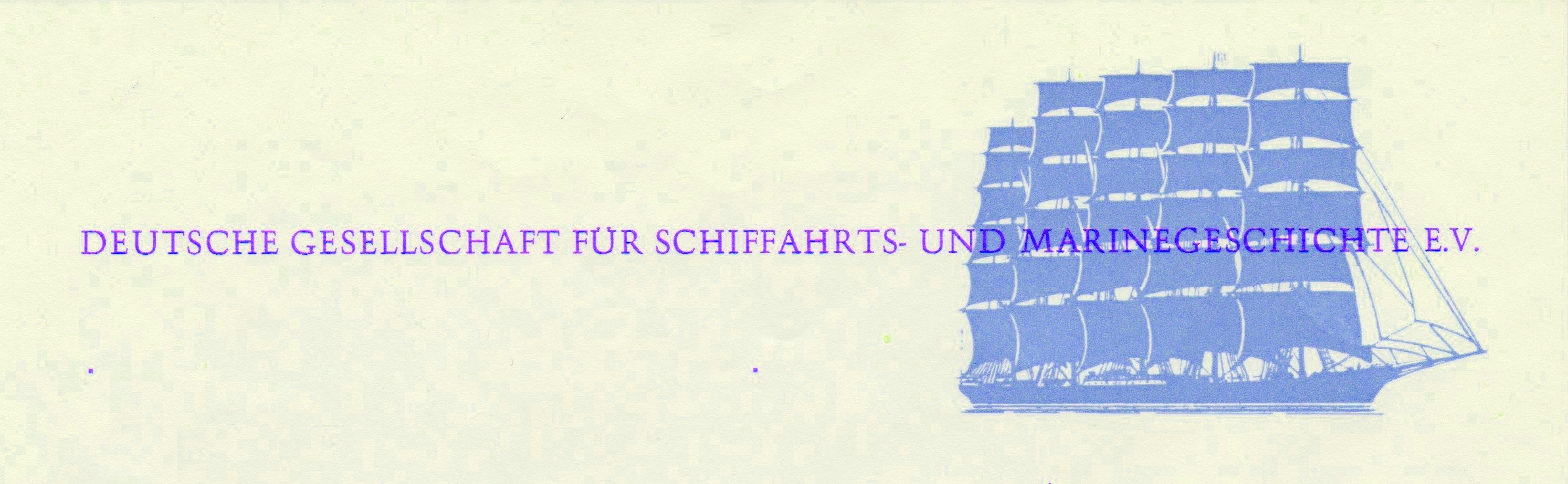
Fünfmastvollschiff Preußen auf dem Briefkopf der DGSM von 1971

Die DGSM wurde 1971 durch den Medizinhistoriker Hans Schadewaldt und den Journalisten und Autor Jochen Brennecke in Düsseldorf gegründet. In der DDR wurde von Bernd Oesterle der Arbeitskreis für Schiffahrts- und Marinegeschichte gegründet. Beide Gesellschaften hatten weitgehend ähnliche Ziele und schlossen sich daher 1992 als DGSM e. V. zusammen.

## Ziele
Die DGSM will das Interesse der Öffentlichkeit für alle marinehistorischen Fragen anregen, sie unterstützen und fördern. E ist ein Netzwerk für marinehistorisches Forschen, Diskutieren und Veröffentlichen der Ergebnisse. Die Gesellschaft bearbeitet, unterstützt und fördert deshalb u. a. folgende Themenbereiche:
- Geschichte der Handels- und Kriegsmarinen sowie der Binnenschifffahrt
- Maritime Technik-, Wirtschafts- und Schifffahrtsmedizingeschichte
- Geschichte des Schiffbaus, der Werften und der Häfen
- Sozialgeschichte der Seefahrt
- Geschichte der Navigation, Ozeanografie
- Maritime Archäologie
- Geschichte der Maritimen Meteorologie
- Maritime Kunstgeschichte
- Schifffahrtsmedizin.

## Tagungen
- Jahrestagung: Einmal jährlich wird an „maritimen“ Orten eine mehrtägige Tagung mit fachbezogenen Vorträgen und Besichtigungsprogrammen veranstaltet.
- Wissenschaftliche Symposien: Es werden an verschiedenen Standorten (z. B. Hamburg, Wilhelmshaven, Rostock, Dortmund, Berlin) Symposien zu ausgewählten schifffahrtsgeschichtlichen Themen einschließlich der Schifffahrts- und Marinegeschichte durchgeführt.

## Organe
Neben dem Vorstand, besteht die DGSM auch aus den Regionalgruppen. In diesen Regionalgruppen werden zusätzliche Vortrags- und Besichtigungsprogramme durchgeführt. Zusätzlich wurde ein wissenschaftlicher Beirat für die inhaltliche Beratung des Vorstandes und der Gesellschaft gegründet.

## Publikationen
- Schiff und Zeit – Panorama maritim: Die von der Gesellschaft herausgegebene maritim-historische Zeitschrift Schiff & Zeit - Panorama maritim erscheint zweimal jährlich. Die Beiträge enthalten u. a. bebilderte marinehistorische Themen. Ebenso sind Rezensionen, Berichte von Fachkongressen und Nachrichten aus der DGSM und den Regionalgruppen enthalten.
- Jahrbuch der DGSM: Es enthält die Vorträge der Jahrestagung sowie wissenschaftliche Beiträge und Berichte aus der Arbeit der Gesellschaft.
- Beiträge zur Schifffahrtsgeschichte: Die Schriftenreihe enthält die Beiträge von Sondertagungen und Symposien, die in Gemeinschaft mit anderen Institutionen stattfanden.
- Podcast der DGSM: Dieser Podcast über marinegeschichtliche Themen wird in unregelmäßigen Abständen herausgegeben.

## Mitglieder
- Hanswilly Bernartz, Initiator des Deutschen Schifffahrtmuseums
- Hendrik Born, Vizeadmiral, Chef der Volksmarine
- Günther Böhnecke, Ozeanograph
- Jochen Brennecke, Schriftsteller, Marinehistoriker
- Günter Fromm, Vizeadmiral
- Paul Heinsius, ehemaliges Vorstandsmitglied
- Sigurd Hess, Konteradmiral
- Jörg Hillmann, Kapitän zur See, Marinehistoriker
- Arnold Kludas, Schifffahrtshistoriker, Chronist der Passagierschifffahrt
- Dr. Günther Meyer, ehemaliger Chefredakteur „Schiff & Zeit - Panorama maritim“
- Hartmut Nöldeke, Marinehistoriker
- Gerd Peters, Journalist
- Olaf Rahardt, Marinemaler
- Bernhard Rogge, Konteradmiral
- Jürgen Rohwer, Historiker
- Robert Rosentreter, Journalist
- Friedrich Ruge, Vizeadmiral
- Jochen Sachse, Marinemaler
- Hans Schadewaldt, Historiker der Schifffahrtsmedizin
- Christoph Schäfer, Historiker
- Gerd Schlechtriem, Gründungsmitglied
- Georg Seyler, Maler und Graphiker
- Peter Tamm, Sammler, Marinehistoriker, siehe Internationales Maritimes Museum Hamburg
- Heinrich Walle, Marinehistoriker
- Wilhelm Treue, Gründungsmitglied